# Prince de Ligne Mountains
Prince de Ligne Mountains är ett berg i Antarktis. Det ligger i Östantarktis. Norge gör anspråk på området. Toppen på Prince de Ligne Mountains är 2 285 meter över havet.
Terrängen runt Prince de Ligne Mountains är huvudsakligen lite kuperad. Prince de Ligne Mountains är den högsta punkten i trakten. Trakten är obefolkad. Det finns inga samhällen i närheten.